# Hexatoma (Eriocera) purpurata
Hexatoma (Eriocera) purpurata is een tweevleugelige uit de familie steltmuggen (Limoniidae). De soort komt voor in het Oriëntaals gebied.